# Marie-France Mil
Pour les articles homonymes, voir Mil.
Marie-France Mil, parfois orthographiée Marie-France Mill, est une judokate belge.

## Carrière
Marie-France Mil est médaillée d'argent dans la catégorie des moins de 61 kg aux Championnats d'Europe féminins de judo 1975 à Munich et médaillée de bronze dans cette même catégorie aux Championnats d'Europe féminins de judo 1976 à Vienne. Médaillée d'argent des moins de 66 kg aux Championnats d'Europe féminins de judo 1977 à Arlon, elle obtient aux Championnats d'Europe féminins de judo 1978 à Cologne deux médailles de bronze, l'une en moins de 66 kg et l'autre en toutes catégories.
Elle remporte son premier titre continental en moins de 66 kg aux Championnats d'Europe féminins de judo 1979 à Kerkrade. Médaillée de bronze des moins de 66 kg aux Championnats d'Europe féminins de judo 1980 à Udine, elle obtient un nouveau titre continental dans cette catégorie aux Championnats d'Europe féminins de judo 1981 à Madrid.
Elle est élue sportive belge de l'année 1978.